# Colopus kochii
Espèce
Synonymes
- Pachydactylus kochii FitzSimons, 1959

Colopus kochii est une espèce de geckos de la famille des Gekkonidae.

## Répartition
Cette espèce se rencontre en Namibie et en Afrique du Sud.

## Description
C'est un gecko insectivore, nocturne et terrestre.

## Étymologie
Cette espèce est nommée en l'honneur de Charles Koch (1894–1970).

## Publication originale
- Fitzsimons, 1959 : Some new reptiles from southern Africa and southern Angola. Annals of the Transvaal Museum, vol. 23, n. 4, p. 405-409 (texte intégral).